# Nadifa Mohamed
Œuvres principales
- Black Mamba Boy
- Le verger des âmes perdues

Nadifa Mohamed (en somali : Nadiifa Maxamed), née en 1981, est une écrivaine britannique et somalienne ; elle écrit en anglais.

## Éléments biographiques
Nadifa Mohamed est née en 1981 à Hargeisa, en Somalie. En 1986, sa famille – ses parents, sa sœur alors âgée de neuf ans et son frère de quatorze - s'installe à Londres pour un séjour de courte durée. La guerre civile en Somalie ayant éclaté peu après, décide de rester en Angleterre.
Nadifa Mohamed est diplômée d'histoire et de sciences politiques de l'université d'Oxford. Elle prépare actuellement son troisième roman. Elle a collaboré occasionnellement à Sheeko, un magazine somalien, ainsi qu'aux revues littéraires Granta et Asymptote.
Parmi ses influences littéraires, elle cite Toni Morrison, J.M. Coetzee, Ahmadou Kourouma, Arundhati  Roy, Claude McKay et Dylan Thomas.
Son premier roman s'inspire de la vie de son père au Yémen dans les années 1930 et 1940. Le second a pour cadre  la guerre civile en Somalie à la fin des années 1980 et notamment le siège de Hargeisa. À travers le destin de trois personnages féminins, Kawsar, une veuve d'une quarantaine d'années, Deqo, une enfant de neuf ans et Filsan, une soldate, l'auteure dépeint la vie des femmes dans la guerre.

## Publications
- 2009: Black Mamba Boy, HarperCollins, Londres et Farrar, Strauss & Giroux, New York 2010
- 2011, Summer in the city, Kindle Éditions, 2011 (nouvelles)
- 2013: The Orchard of Lost Souls, Simon & Schuster

## Prix et distinctions
- 2010 : Betty Trask Award (en) du premier roman pour Black Mamba Boy. Ce prix est doté de 10 000 £.
- 2013 : Granta Best of Young British Novelists[5]
- 2016 : Prix Albert-Bernard de l’Académie des sciences d’outre-mer pour Le verger des âmes perdues.

Le nom de Nadifa Mohamed figure sur la liste des 20 meilleurs romanciers britanniques de la revue littéraire Granta – un classement effectué tous les 10 ans et dont la quatrième édition a eu lieu en 2013. Parmi les lauréats précédents, on trouve notamment Martin Amis, Julian Barnes, Kazuo Ishiguro, Ian McEwan, Salman Rushdie et Zadie Smith.
Un reportage vidéo lui a été consacré à cette occasion.
Nadifa Mohamed a également été sélectionnée pour le Prix du premier roman du Guardian First Book Award, le Prix Dylan Thomas (en), le Prix John-Llewellyn-Rhys et le Prix Orange pour la fiction (,)

## Traductions

### En français
- Black Mamba Boy, traduit de l'anglais par Françoise Pertat, Éditions Phébus, Paris 2011
- Le verger des âmes perdues, traduit de l'anglais par Françoise Pertat, Éditions Jean-Claude Lattès, Paris 2015

### En allemand
- Der Garten der verlorenen Seelen, traduit de l'anglais par Susann Urban, C.H. Beck, Munich 2014[10]

### En espagnol
- La mamba negra, traduit de l'anglais par Montse Triviño, Emecé Editores, Barcelone 2011 [11]

### En italien
- Mamba Boy, traduit de l'anglais par Ada Arduini, Neri Pozza, Venise 2010[12]

### En néerlandais
- Zwarte mamba, traduit de l'anglais par Josephine Ruitenberg, Orlando uitgevers, Utrecht 2010[13]
- De tuin van verloren zielen, traduit de l'anglais par Josephine Ruitenberg, Orlando uitgevers, Utrecht 2014[14]

### En norvégien
- Svart mamba, traduit de l'anglais par John Erik Frydenlund, Vigmostad & Bjørke, Bergen 2010[15]
- De tapte sjelers land, Vigmostad & Bjørke, Bergen (parution mai 2014)[16]

### En turc
- Gökyüzüyle Konuşan Çocuk, traduit de l'anglais par Sevda Duman, Pegasus, Istanbul 2014[17]